# Нузье
Нузье́ (фр. Nouziers, окс. Nosiers) — коммуна во Франции, находится в регионе Лимузен. Департамент коммуны — Крёз. Входит в состав кантона Шатлю-Мальвале. Округ коммуны — Гере.
Код INSEE коммуны — 23148.

## Население
Население коммуны на 2010 год составляло 241 человек.
| 1962 | 1968 | 1975 | 1982 | 1990 | 1999 | 2010 |
| ---- | ---- | ---- | ---- | ---- | ---- | ---- |
| 547  | 505  | 385  | 276  | 278  | 232  | 241  |

## Экономика
В 2010 году среди 136 человек трудоспособного возраста (15—64 лет) 91 были экономически активными, 45 — неактивными (показатель активности — 66,9 %, в 1999 году было 52,7 %). Из 91 активных жителей работали 79 человек (48 мужчин и 31 женщина), безработных было 12 (6 мужчин и 6 женщин). Среди 45 неактивных 5 человек были учениками или студентами, 31 — пенсионерами, 9 были неактивными по другим причинам.